# Anagnórise
A anagnórise (do grego antígo ἀναγνώρισις, anagnórisis: 'reconhecimento') é um recurso narrativo que consiste no descobrimento, por parte de uma personagem, de dados essenciais de sua identidade ou de seus entes queridos ou do seu entorno - até então, ocultos para ela. A revelação altera a conduta da personagem e obriga-a a formar uma ideia mais exata de si mesma e daquilo que a rodeia.
O termo foi usado pela primeira vez por Aristóteles, em sua Poética. Ainda que a anagnórise seja um recurso frequente em muitos géneros, Aristóteles descreveu-a em relação à tragédia clássica, com a qual está associada de modo especial.
De acordo com Aristóteles, o momento ideal para a anagnórise trágica é a peripéteia (giro da fortuna): num momento crucial, tudo se revela e fica claro ao protagonista, com efeitos quase sempre demolidores. Por exemplo, o descobrimento por parte do herói trágico de alguma verdade sobre si mesmo, outras pessoas ou de algumas ações que significam que, agora que as sabe, toda a trama muda de direção como resultado da sua reação às notícias. A revelação dessa verdade (que já era facto, mas que o protagonista ignorava) muda a perspectiva e reação do herói, que se adapta e se acomoda aceitando o seu destino e em consequência ajudando a que este ocorra.
Um exemplo clássico de anagnórise na tragédia grega encontra-se no Édipo Rei de Sófocles, quando Édipo se inteira de que a pessoa que havia matado era o seu pai e que sua esposa é a sua mãe. Um caso especialmente emotivo é o de Agave, no final de As Bacantes de Eurípedes, que chega a Tebas com o que crê ser a cabeça de uma fera nas suas mãos. À medida que o deus se vai retirando do seu ser, compreende que se trata do seu próprio filho, Penteu, a que ela e as demais bacantes despedaçaram numa orgia de sangue. 
Na comédia, a anagnórise é também um recurso frequente: nas obras de Menandro e os seus imitadores latinos, abundam personagens que são abandonados em pequenos e criados como membros de uma classe social inferior. Ao estabelecer relação com uma personagem nobre, a sua extração humilde pressupõe um estorvo; no final da obra, descobre-se por algum indício (uma marca de nascença, um objeto pessoal que a mãe deixou junto ao bebé) a sua verdadeira identidade, e o casal pode unir-se em matrimónio.
Na épica grega temos um bom exemplo de anagnórise nos últimos cantos da Odisseia, quando Ulisses volta à sua pátria e vários personagens o vão reconhecendo (o seu velho cão Argos, a sua velha ama Euricléia, o seu filho Telêmaco, o seu pai Laerte, etc...), numa gradação que termina quando a sua esposa Penélope, a mais desconfiada em aceitar a revelação, o submete a uma última prova para confirmar a sua identidade.